# Janina Cygańska
Janina Cygańska (ur. 20 czerwca 1921 w Warszawie, zm. 19 października 2003 tamże) – polska bibliotekarka, długoletni wicedyrektor Biblioteki Publicznej m. st. Warszawy, działaczka i członek honorowy Stowarzyszenia Bibliotekarzy Polskich.

## Życiorys
Urodziła się w Warszawie, gdzie spędziła całe życie. Była córką Stanisława, żołnierza armii Hallera, z zawodu kucharza, oraz Wiktorii z Falkowskich. Do 1930 r. mieszkała z rodziną na ulicy Browarnej, potem na żoliborskim osiedlu Warszawskiej Spółdzielni Mieszkaniowej. Uczyła się w Gimnazjum im. Leonii Rudzkiej, a od 1939 r. na kompletach tajnego nauczania w Liceum Humanistycznym im. Aleksandry Piłsudskiej na Żoliborzu, gdzie w 1941 r. zdała maturę.
Od wczesnej młodości związana była z Robotniczym Towarzystwem Przyjaciół Dzieci w Warszawie. W 1940 r., mając za sobą wiele lat działalności wolontariackiej i bytności czytelniczej, rozpoczęła pracę w bibliotece dziecięcej Oddziału Żoliborskiego Towarzystwa u boku Marii Arnoldowej, biorąc także udział w organizacji społecznej opieki i pomocy dla dzieci. Z powodzeniem ukrywała żydowską rodzinę Majewskich, która w jej żoliborskim mieszkaniu zdołała przetrwać wojnę. W czasie powstania warszawskiego działała w Poradni „Zdrowie Dziecka” przy Warszawskiej Spółdzielni Mieszkaniowej, organizując tzw. biblioteczki kolonijne i dostarczając książki dzieciom chroniącym się w piwnicach. Została w tym czasie ranna, po ewakuacji warszawiaków przebywała w obozie w Pruszkowie, następnie w Radomiu.
Kwalifikacje zawodowe zdobywała od czasów wojennych. W 1942 r. ukończyła pięciomiesięczny kurs bibliotekarstwa, zorganizowany przez konspiracyjny Związek Bibliotekarzy Polskich, a w 1943 r. rozpoczęła studia na tajnym Wydziale Humanistycznym Uniwersytetu Warszawskiego (sekcja historyczna). Uczestniczyła w seminariach profesorów Władysława Tomkiewicza i Janusza Wolińskiego. Studia ukończyła w 1950 r., uzyskując dyplom zawodowy. Na początku lat 50. ukończyła kurs dla dokumentalistów w Centralnym Instytucie Dokumentacji Naukowo-Technicznej w Warszawie. W 1959 r. uzyskała tytuł magistra bibliotekoznawstwa na Uniwersytecie Łódzkim (pracę Polskie katalogi księgarskie II połowy XIX wieku przygotowała pod kierunkiem profesor Heleny Więckowskiej), a w 1966 r. decyzją Ministra Kultury i Sztuki została powołana na stanowisko kustosza dyplomowanego (1 sierpnia 1972 awansowana na starszego kustosza dyplomowanego).
Po wojnie Janina Cygańska objęła kierownictwo biblioteki dziecięcej RTPD na Żoliborzu, oraz przejęła prowadzenie świetlicy. Zorganizowana przez nią na nowo po wojennych zniszczeniach (wspólnie z Ewą Rawiczową) i prowadzona z oddaniem biblioteka stała się placówką wzorcową i stanowiła warsztat metodyczny dla bibliotekarek pracujących w bibliotekach dziecięcych. Działalność Janiny Cygańskiej w tej placówce opisywał w swoich wspomnieniach Lwy mojego podwórka Jarosław Abramow-Newerly, a ona sama przybliżyła placówkę w „Bibliotekarzu” (Biblioteka Robotniczego Towarzystwa Przyjaciół Dzieci, 1947, nr 1-2). W 1951 r., po przejęciu biblioteki i świetlicy przez szkołę, Janina Cygańska przeszła do naukowej biblioteki Instytutu Chemii Ogólnej, gdzie pracowała do 1956 r., specjalizując się w gromadzeniu zbiorów.
1 lutego 1956 r. Janina Cygańska objęła stanowisko kierownika Działu Uzupełniania Zbiorów w Bibliotece Publicznej m.st. Warszawy na Koszykowej. Funkcję tę pełniła przez siedemnaście lat, do końca 1972.
1 stycznia 1973 objęła stanowisko wicedyrektora Biblioteki Publicznej m.st. Warszawy, które pełniła do momentu przejścia na emeryturę, tj. do 31 maja 1983 Odpowiadała za funkcjonowanie i pracę merytoryczną Biblioteki Głównej. Wniosła ogromny wkład w organizację udostępniania zbiorów w nowym budynku oraz przyczyniła się do wzrostu znaczenia i rangi Biblioteki Publicznej m.st. Warszawy. Od 1969 do przejścia na emeryturę brała udział w pracach Państwowej Rady Bibliotecznej przy Ministrze Kultury i Sztuki.
Na emeryturze w niepełnym wymiarze godzin pracowała w Oddziale Bibliotek Zakładowych Biblioteki Uniwersytetu Warszawskiego (1984–1991).
Zmarła 19 października 2003 w Warszawie, została pochowana na cmentarzu Wawrzyszewskim w Warszawie (kwatera 5 D-III-5,6). Witold Stankiewicz, który współpracował z nią w Stowarzyszeniu Bibliotekarzy Polskich, określił Janinę Cygańską jako „prawdziwą bibliotekarkę z powołania” oraz „czołowego bibliotekarza polskiego drugiej połowy XX stulecia”.

## Działalność w Stowarzyszeniu Bibliotekarzy Polskich i innych organizacjach
Równolegle z pracą zawodową Janina Cygańska była bardzo zaangażowana w pracę społeczną. W latach 1949–1951 działała w Dzielnicowym Ośrodku Metodycznym Pracy Pozaszkolnej na Żoliborzu oraz w Związku Nauczycielstwa Polskiego. Od 1947 r. działała w Związku Bibliotekarzy i Archiwistów Polskich, przemianowanym w grudniu 1953 r. na Stowarzyszenie Bibliotekarzy Polskich. Pełniła w stowarzyszeniu szereg funkcji, początkowo na szczeblu regionalnym (w Kole i Okręgu Warszawskim), następnie centralnym; m.in. dwukrotnie była sekretarzem generalnym Zarządu Głównego SBP (w latach 1963–1966 oraz 1972–1976), I wiceprzewodniczącą Stowarzyszenia Bibliotekarzy Polskich w latach 1976–1981, przewodniczącą Komisji Odznaczeń i Wyróżnień SBP w latach 1981–1985, a w kolejnych kadencjach wiceprzewodniczącą tej komisji. Od 1985 r. była członkiem Głównego Sądu Koleżeńskiego, a od 1997 r. do 2003 r. pełniła funkcję przewodniczącej tego sądu. Równocześnie była przewodniczącą, działającego przy Zarządzie Okręgu Stołecznego SBP, Zespołu Historyczno-Pamiętnikarskiego, oraz Komitetu Redakcyjnego serii „Bibliotekarze Polscy we Wspomnieniach Współczesnych”, opracowywanej i wydawanej staraniem tego Zespołu.
Jako sekretarz generalny SBP uczestniczyła w przygotowaniu i popularyzacji dokumentów programowych z lat 1973–1974: Raportu o stanie bibliotek polskich i Planu rozwoju bibliotekarstwa polskiego do 1990 roku. W 1980 r. skutecznie przeciwstawiała się planom likwidacji Stowarzyszenia i zastąpienia go związkiem zawodowym. W 1980 r. została laureatką nagrody Ministra Kultury i Sztuki im. Heleny Radlińskiej za wybitne osiągnięcia w dziedzinie bibliotekoznawstwa i bibliotekarstwa, a w 1989 r. otrzymała inną nagrodę z tegoż resortu – Funduszu Literatury za upowszechnianie polskiej literatury współczesnej. Na zjeździe delegatów w Toruniu w maju 1985 r. nadano jej honorowe członkostwo Stowarzyszenia.
Janina Cygańska była też aktywna w innych organizacjach, m.in. Polskim Czerwonym Krzyżu, Towarzystwie Przyjaciół Książki, Towarzystwie Przyjaciół Warszawy, Towarzystwie Przyjaciół Dzieci. Należała do Grupy Koleżeńskiej Gimnazjum im. Leonii Rudzkiej. Społecznie pomagała osobom starszym i samotnym, m.in. opiekowała się swoją dawną przełożoną z pierwszego miejsca pracy – Marią Arnoldową, która dożyła 101 lat.

## Publikacje
Na zlecenie Państwowego Ośrodka Korespondencyjnego Kształcenia Bibliotekarzy przygotowała skrypt Gromadzenie zbiorów bibliotecznych (dwa wydania, 1956 i 1958). Wraz z Ewą Pawlikowską opracowała druk okolicznościowy 40-lecie „Dekretu o bibliotekach i opiece nad zbiorami bibliotecznymi” 1946–1986 (1986). Była inicjatorką wydania i redaktorem informatora Polonica zagraniczne i inne zbiory polonijne Biblioteki m. st. Warszawy (1987). W kwartalniku „Kronika Warszawy” (1978, nr 2) ogłosiła dwa artykuły: Kronika bibliotek warszawskich (dotycząca lat 1800–1976) i Biblioteki naukowe Warszawy. W Encyklopedii Warszawy (1975) przybliżyła w dwóch artykułach biblioteki: Publiczną miasta stołecznego Warszawy oraz Robotniczego Towarzystwa Przyjaciół Dzieci.
Była też autorką publikacji biograficznych. W Słowniku pracowników książki polskiej (1972) ogłosiła życiorys Gabriela Centnerszwera. Pisała ponadto o Feliksie Bursowej („Informator Bibliotekarza i Księgarza” za 1985 rok, wspólnie z Wiesławą Żukowską), Marii Arnoldowej, Ewie Rawiczowej (w tomie Entuzjastki bibliotekarstwa dziecięcego, 1999, seria „Bibliotekarze Polscy we Wspomnieniach Współczesnych”). Biogramy F. Bursowej i E. Rawiczowej zostały przedrukowane w wydawnictwie biograficznym Biblioteki Publicznej m. st. Warszawy Żyją w naszej pamięci (2006).
W latach 50. w ramach prac zleconych realizowała m.in. identyfikację miejscowości do słownika historyczno-geograficznego Mazowsza (na zamówienie Instytutu Historii Kultury Materialnej PAN) oraz zestawienie właścicieli nieruchomości na ulicach Starej Warszawy z XV i XVI wieku (dla Komisji Badań Dawnej Warszawy).

## Ordery i odznaczenia
- Krzyż Kawalerski Orderu Odrodzenia Polski (1977)[5]
- Złoty Krzyż Zasługi (1969)
- Srebrny Krzyż Zasługi (20 czerwca 1947)[6]
- Medal Zwycięstwa i Wolności 1945 (1947)
- Złota Odznaka Honorowa „Za Zasługi dla Warszawy” (1977)
- Odznaka „Zasłużony Działacz Kultury” (1965)
- Odznaka Przyjaciela Dzieci Towarzystwa Przyjaciół Dzieci (2002)
- Honorowa Srebrna Odznaka Towarzystwa Przyjaciół Warszawy (2003)
- Odznaka Honorowa Stowarzyszenia Bibliotekarzy Polskich (1972)
- Medal SBP „W dowód uznania” (1998)